# ناثان (لاعب كرة قدم مواليد 2002)
ناثان هو لاعب كرة قدم برازيلي، ولد في 19 أغسطس 2002 في Caçapava ‏ في البرازيل.